# Eurynogaster cilifemorata
Eurynogaster cilifemorata är en tvåvingeart som beskrevs av Octave Parent 1939. Eurynogaster cilifemorata ingår i släktet Eurynogaster och familjen styltflugor. Inga underarter finns listade i Catalogue of Life.